# 第17回ベルリン国際映画祭
第17回ベルリン国際映画祭は1967年6月23日から7月4日まで開催された。

## 概要
1967年のベルリン国際映画祭には東側諸国も招かれたが、ユーゴスラヴィア以外の国々はそれに応じず、運営陣にとっては残念な結果となってしまった。コンペティション部門に出品された20本の長編の中から、ベルギー映画『出発』が金熊賞に選ばれた。

## 受賞
- 金熊賞：『出発』（イエジー・スコリモフスキー）
- 銀熊賞
  - 審査員特別賞：『コレクションする女』（エリック・ロメール）、『Alle Jahre wieder』（ウルリッヒ・シャモニ）
  - 監督賞：ジヴォジン・パウロヴィッチ （『Budjenje pacova』）
  - 男優賞：ミシェル・シモン （『老人と子供』）
  - 女優賞：イーディス・エヴァンス （『哀愁の旅路』）

## 上映作品

### コンペティション部門
長編映画のみ記載。アルファベット順。邦題がついていない場合は原題の下に英題。
| 題名 原題                                           | 監督                         | 製作国                     |
| --------------------------------------------------- | ---------------------------- | -------------------------- |
| Alle Jahre wieder                                   | ウルリッヒ・シャモニ         | 西ドイツ                   |
| Budjenje pacova (The Rats Woke Up)                  | ジヴォジン・パウロヴィッチ   | ユーゴスラビア             |
| El ABC del amor (The ABC of Love)                   | ロドルフォ・クーン           | ブラジル アルゼンチン チリ |
| Het Gangstermeisje (A Gangstergirl)                 | Frans Weisz                  | オランダ                   |
| Historien om Barbara (Story of Barbara)             | Palle Kjærulff-Schmidt       | デンマーク                 |
| Här har du ditt liv (This Is Your Life)             | ヤン・トロエル               | スウェーデン               |
| Il Fischio al naso (The Seventh Floor)              | ウーゴ・トニャッツィ         | イタリア                   |
| コレクションする女 La Collectionneuse               | エリック・ロメール           | フランス                   |
| La Notte pazza del conigliaccio (The Strange Night) | Alfredo Angeli               | イタリア                   |
| 出発 Le départ                                      | イエジー・スコリモフスキー   | ベルギー                   |
| Le Mur (The Wall)                                   | Serge Roullet                | フランス                   |
| 老人と子供 Le vieil homme et l'enfant               | クロード・ベリ               | フランス                   |
| Liv                                                 | Pål Løkkeberg                | ノルウェー                 |
| Livet är stenkul (Life's Just Great)                | ヤン・ハルドフ               | スウェーデン               |
| Paranoia                                            | アドリアン・ディットボースト | オランダ                   |
| San (The Dream)                                     | Mladomir 'Purisa' Djordjevic | ユーゴスラビア             |
| 惜春                                                | 中村登                       | 日本                       |
| 哀愁の旅路 The Whisperers                           | ブライアン・フォーブス       | イギリス                   |
| To Prosopo tis medusas                              | ニコス・コンデュロス         | ギリシャ アメリカ合衆国    |
| Tätowierung (Tattoo)                                | ヨハネス・シャーフ           | 西ドイツ                   |

## 審査員
- ソロルド・ディッキンソン （イギリス/監督）
- ルーディガー・フォン・ヒルシェベルク （西ドイツ/プロデューサー）
- アレクサンドル・ペトロヴィッチ （ユーゴスラヴィア/監督）
- ウィラード・ファン・ダイク （アメリカ/写真家・監督）
- Knud Leif Thomsen （デンマーク/脚本家）
- Sashadhar Mukerjee （インド/プロデューサー）
- Michel Aubriant （フランス/ジャーナリスト）
- Manfred Delling （西ドイツ/）